# OMFG
OMfG là một DJ từ Canada chủ yếu được biết đến với ca khúc đầu tiên Hello.

## Tiểu sử
Đầu tiên được gọi là Loell Bergen, anh bắt đầu phát sóng trên YouTube, các sáng tác được tạo bằng phần mềm máy tính và bàn phím tổng hợp. Để đạt được khả năng hiển thị cao hơn, anh ta yêu cầu sự giúp đỡ của Kylee Boettcher, một người mẫu nghiệp dư, để nó được đặt ra cho anh ta. Tên của ban nhạc trở thành OMFG và tiêu đề Hello đầu tiên là một thành công (150 triệu lượt xem trên YouTube). Trong năm 2016, Alex tách khỏi Kylee, người từ chối đăng ảnh của cô mỗi ngày trên Instagram để hiển thị nhiều hơn cho nhóm. Đây là cách Alex tiết lộ mình trong một video trên trang web Twitch trở lại thiết kế âm nhạc của mình và sắp xếp với Kylee.

## Phong cách
OMFG sử dụng một bộ tổng hợp như một công cụ cơ bản và nhận ra cấu trúc chính của giai điệu của nó. Anh thêm hiệu ứng giọng hát qua giọng nói méo mó của mình bằng cách sử dụng một ống nhựa kết nối với một thiết bị gọi là Talkbox, cho phép bóp méo giọng nói và cung cấp một loại autotune. Cuối cùng, kết hợp cuối cùng được thực hiện nhờ phần mềm tạo nhạc điện tử có tên FL Studio.
Anh từng sử dụng như một linh vật một bánh mì nướng có biệt danh Happy Toast để minh họa cho video YouTube của mình và các bìa album khác nhau của anh.

## Ngưng hoạt động và những lời đồn
Năm 2020. OMFG đăng một video thông báo về album mới "I miss you" của mình. Qua đó, anh lấy ý kiến từ Fan về một số đoạn drop mà anh sẽ sử dụng trong ca khúc mới và tuyên bố sẽ ra mắt album vào ngày 24 tháng 4 năm 2020. Sau đó, kênh OMFG ngừng đăng VIdeo và album mới cũng không được công bố. OMFG đột ngột ngừng hoạt động mà không có bất cứ thông tin gì cho đến nay.
Cộng đồng fan bắt đầu lo lắng cho Alex vì sự biết mất đột ngột của anh giữa tâm bão của dịch bệnh Covid-19. Nhiều người lo ngại rằng anh đã không may nhiễm Covid-19 và rất có thể anh đã qua đời vì dịch bệnh
Tháng 8 năm 2020, Một kênh TikTok tên Talkboxguy xuất hiện. Nhiều người cho rằng Alex đã hoạt động trở lại thông qua kênh TikTok này do có nhiều điểm tương đồng so với OMFG. Talkboxguy chuyên cover các ca khúc bằng thiết bị Talkbox mà OMFG đã sử dụng trong tác phẩm của mình. Khuôn mặt của Talkboxguy cũng có nhiều nét tương đồng so với Alex. Tuy nhiên, phong cách thời trang và ngoại hình của 2 người hoàn toàn khác nhau. Trong khi Alex luôn xuất hiện với phong cách "Y2K" với tóc dài nhuộm vàng nhạt, không có hình xăm, Talkboxguy lại xăm hình, kể cả đầu của mình và không để tóc. Do đó, mối liên hệ giữa Alex và Talkboxguy vẫn còn nhiều điểm nghi vấn. Đến tháng 2-2021, kênh Talkboxguy đăng video cuối cùng và âm thầm ngưng hoạt động tương tự như kênh OMFG
Năm 2022, Trong máy chủ Discord OMFG mà Alex đã tạo cho fan của mình, một thành viên cho rằng Alex đã bán toàn bộ sản phẩm của mình cũng như quyền sở hữu thương hiệu âm nhạc OMFG. Thành viên này cũng tuyên bố thông tin trên đã được chứng thực bởi người quản lý cũ của Alex và một số người bạn chung sở thích với anh.
Tháng 5 năm 2022, OMFG bất ngờ xuất hiện trở lại trên Soundcloud. Tuy nhiên, OMFG chỉ trả lời ngắn gọn một số bình luận trên ca khúc cuối cùng Wash your hand của anh. Các câu trả lời của OMFG đều mang ẩn ý, có vẻ anh đang cố gắng phủ nhận những công lao của mình. 
Cho đến nay, vẫn chưa có thông tin chính thức nào về sự biến mất của OMFG. Video thông báo album mới cùng một số tác phẩm Remix đã bị xóa khỏi kênh OMFG.

### Nguyên nhân
Theo thành viên máy chủ Discord trên, nguyên nhân dẫn đến sự việc đáng tiếc trên là do Kylee đã đăng những video cáo buộc Alex đã có những hành vị gạ gẫm quan hệ tình dục với cô khi cô đang ở trong độ tuổi vị thành niên mà Alex lúc này đã ngoài 20 tuổi. Các cáo buộc đều có bằng chứng thuyết phục và Alex sẽ phải đối mặt với án tù nếu các bằng chứng này được đưa lên tòa án. Do đó, Alex phải chi một số tiền không nhỏ ($50.000 đến $100.000) để ký thỏa thuận không tiết lộ thông tin (NDA) với Kylee. Vì vậy, Alex phải bán các tác phẩm của mình để bù lại những thiệt hại do thỏa thuận đó gây nên.
Cũng có thông tin cho rằng Alex bị quấy rối do thông tin cá nhân của anh bị lộ. Alex và gia đình luôn bị công kích và xúc phạm trên mạng xã hội. Một số kẻ quấy rối có được địa chỉ nhà anh đùa cợt bằng cách liên tục gọi cảnh sát và đặt đồ ăn đến nhà riêng của anh, khiến anh và gia đình gặp nguy hiểm và rắc rối. Do đó, anh phải âm thầm rút lui khỏi sự nghiệp của mình để chấm dứt các hoạt động quấy rối ảnh hưởng đến gia đình của anh.

## Bài hát
- Hello (2014)
- I Love You (2014)
- Yeah (2015)
- Ok (2015)
- Ice Cream (2015)
- Mashed Potatoes (2015)
- Wonderful (2015)
- Stardust (2015)
- Jelly (2016)
- Everybody (2016)
- Nope (2017)
- Pancakes (2017)
- Hippo (2017)
- Dying (2017)
- Peanut Butter (2018)
- Meant for you (2018)
- EZ (2019)
- Dinosaur (2020)
- What's Up (2020)
- Wash Your Hands (2020)